# Bryan Oviedo
Bryan Oviedo (født 18. februar 1990 i Alajuela, Costa Rica) er en professionel fodboldspiller fra Costa Rica, der spiller for den amerikanske MLS-klub Real Salt Lake. Han har tidligere spillet for bl.a. F.C. København, FC Nordsjælland, Everton og Sunderland. Oviedo spiller primært venstre back og kan tillige spille venstre kant.
Bryan Oviedo begyndte sin professionelle karriere i den costarikanske klub Deportivo Saprissa Han blev hentet til F.C. København i begyndelsen af 2010. Han opnåede dog begrænset med spilletid i 2010 og blev sammen med FCK-holdkammeraten Morten Nordstrand den 28. januar 2011 udlejet til FC Nordsjælland. Oviedos lejeaftale løb til 30. juni 2011.
Efter udløbet af lejeaftalen med FC Nordsjælland opnåede Bryan Oviedo fast spilletid på FCK's hold. Den 31. august 2012 meddelte FC København, at de havde solgt Oviedo til den engelske klub Everton F.C. Efter opholdet i Everton skiftede Oviedo til Sunderland A.F.C. i 2017. Den 29. juli 2019 blev det offentliggjort, at Oviedo skiftede tilbage til F.C. København, hvor han fik sit gamle rygnummer 19 tilbage. Kontrakten med F.C. København udløb i sommeren 2022, hvorefter han skiftede til Real Salt Lake. 
Oviedo spiller desuden for Costa Ricas A-landshold og var en del af Costa Ricas U20-landshold, der opnåede en fjerdeplads ved U/20-Verdensmesterskabet i fodbold 2009 i Egypten.